# Eclipse (Jazz-Titel)

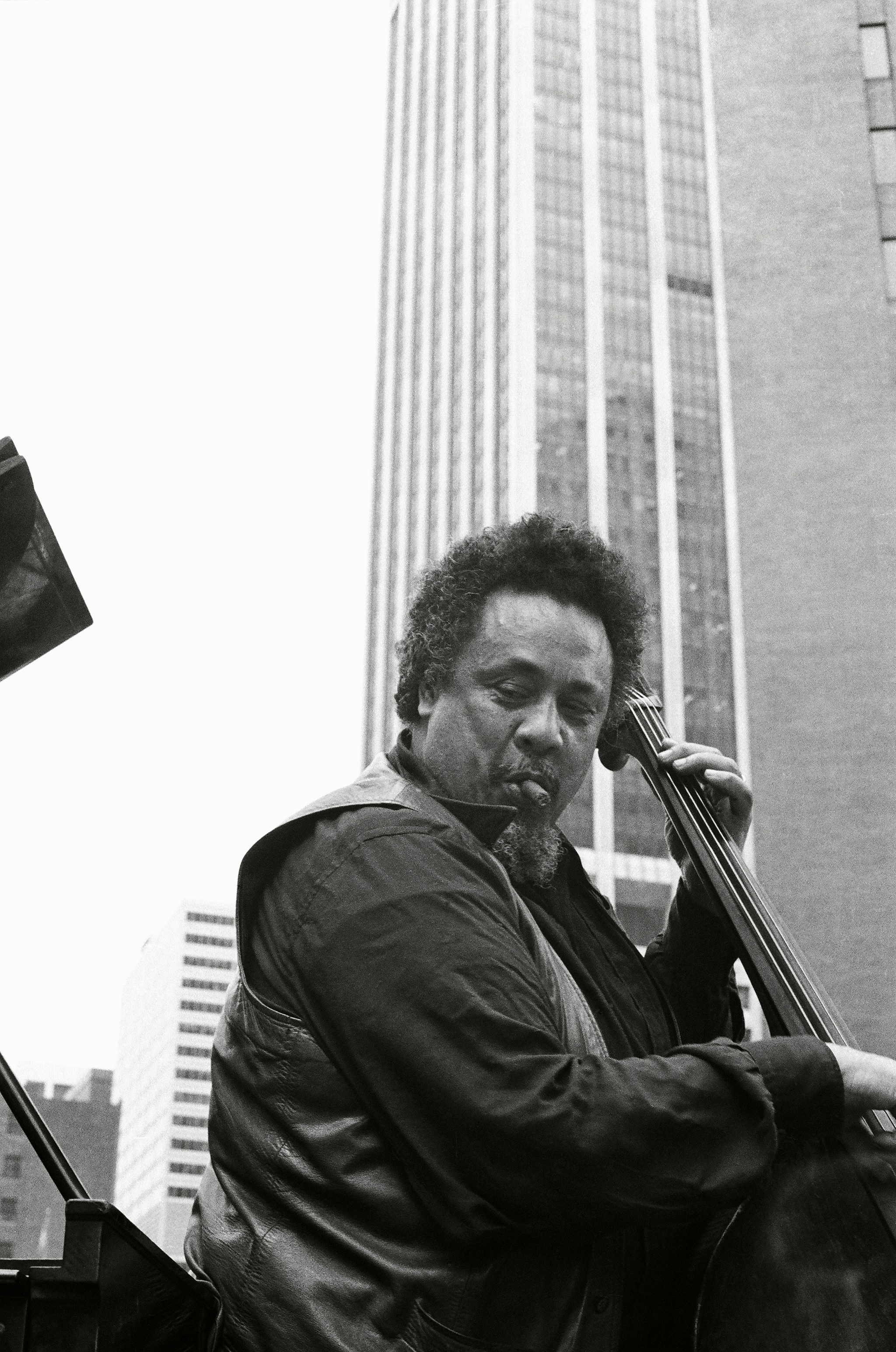
Charles Mingus 1976

Eclipse ist eine Jazz-Komposition des Bassisten Charles Mingus aus dem Jahr 1947.

## Der Titel
Im Jahr 1947 war Charles Mingus für etwa ein Jahr Bassist in der Bigband des Vibraphonisten Lionel Hampton. Hier kam es zur Zusammenarbeit mit der Jazz-Sängerin Billie Holiday, für die Mingus Eclipse komponierte: „Ich habe Billie Holiday die Noten geschickt. Ich weiß nicht, ob sie sie jemals erhalten hat. Ich habe sie Strange Fruit interpretieren hören, daher habe ich mir vorgestellt, dass sie das auch singen könnte.“
Am 27. Oktober 1953 hatte Mingus Gelegenheit, dieses bedeutende Frühwerk mit der Sängerin Janet Thurlow aufzunehmen (wiederveröffentlicht auf The Complete Debut Recordings). Gunther Schuller übernahm diese Interpretation unter Hinweis auf ihre kontrapunktische, polyphone Anlage in seine Sammlung von mustergültigen Third-Stream-Titeln Mirage: Avant-Garde and Third-Stream Jazz (New World NW 216).
Ein zweites Mal nahm Mingus Eclipse am 25. Mai 1960 auf, veröffentlicht auf der Platte Pre-Bird (Mercury 6336321). Die Sängerin ist hier Lorraine Cousins. Beim Konzert von Mingus in der New Yorker Philharmonic Hall am 4. Februar 1972 sang Honey Gordon den Titel, erschienen auf dem Album Charles Mingus and Friends in Concert.
Diese Mingus-Komposition ist auch auf einem Tribute-Album des Produzenten Hal Willner, Weird Nightmare: Meditations on Mingus enthalten. Hier wird die Komposition vom Multiinstrumentalisten Art Baron interpretiert, gesungen von Diamanda Galás.
Weitere Interpretationen der Komposition wurden von Eric Dolphy, Howard Riley, Jack Walrath und Ran Blake aufgenommen.

## Auswahldiskografie
- Charles Mingus: Autobiography in Jazz (Debut 1953; auch auf The Complete Debut Recordings, Debut/Fantasy, 1951–58)
- Charles Mingus: Pre Bird (Mercury, 1960)
- Art Baron, Bill Frisell und andere auf: Hal Willner: Weird Nightmare (Columbia/Sony, 1992)
- Eric Dolphy: Out There (OJC)
- Jack Walrath: Hip Gnosis (TBC)
- Howard Riley: The Day Will Come (CBS)
- Kevin Mahogany and WDR Big Band: Pussy Cat Dues – The Music Of Charles Mingus (Enja)
- Ran Blake: Something To Live For (HatHut)